# Flor de calabaza

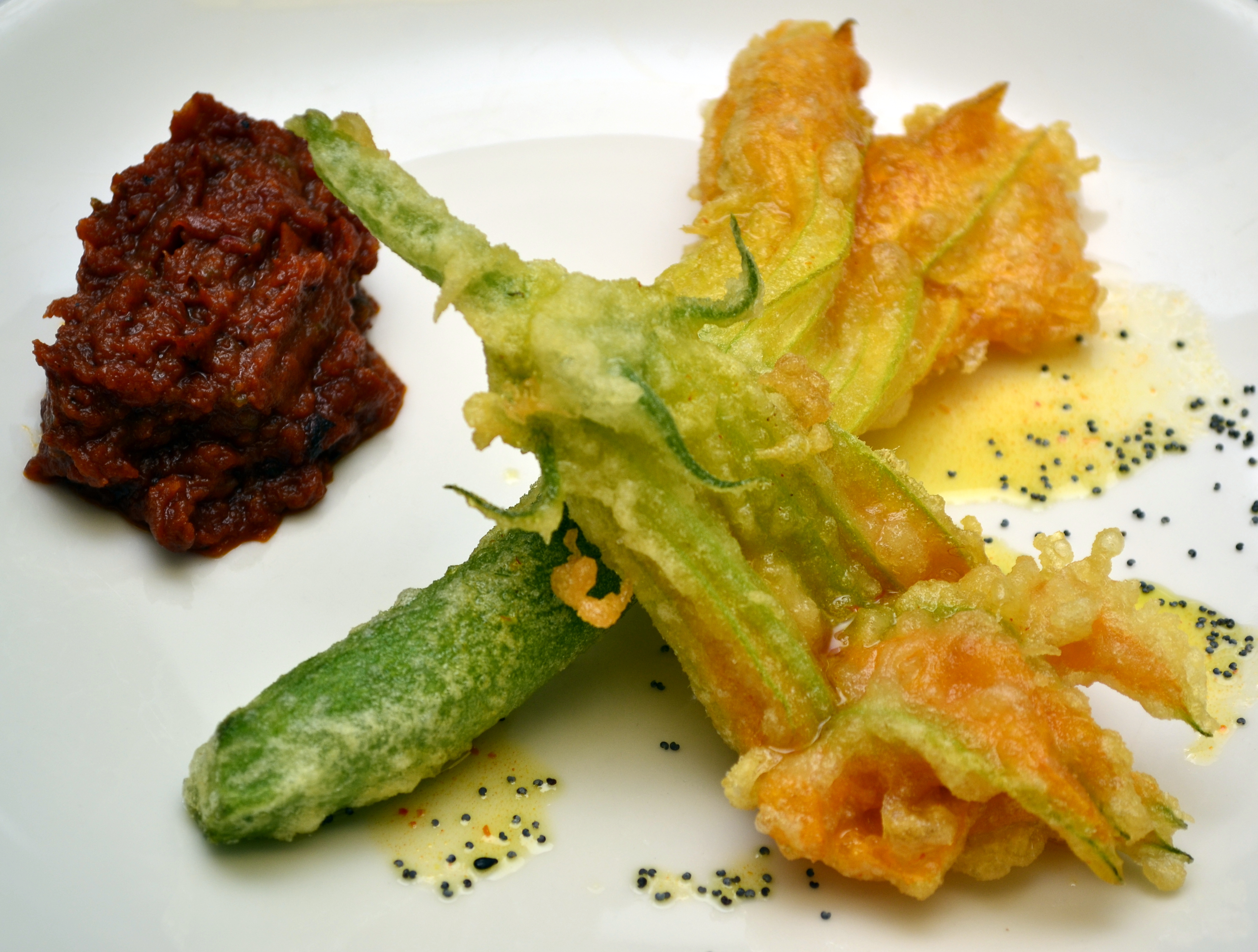
Tenpura de flor de calabacín

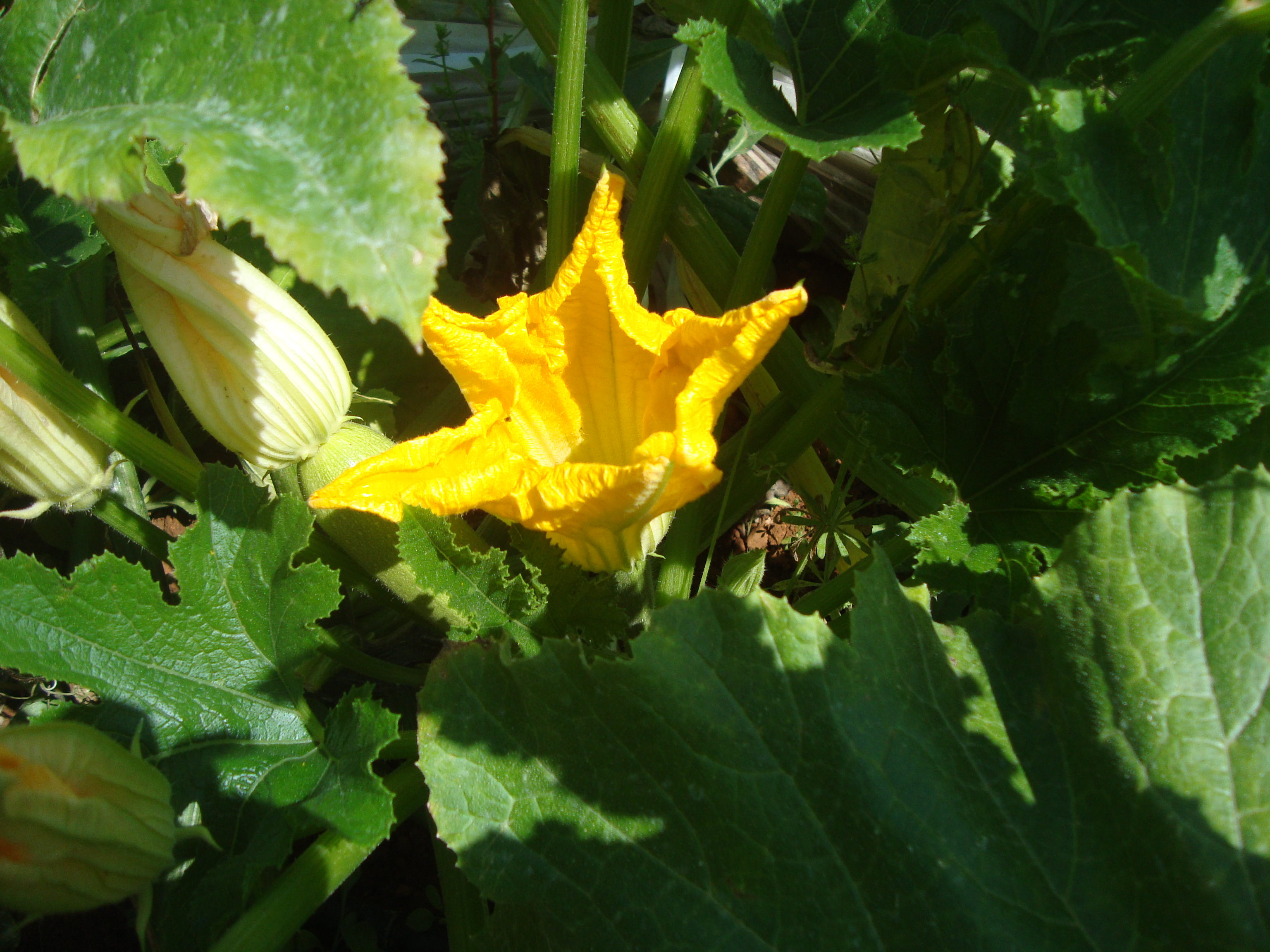
Flor de calabaza.

La flor de ahuyama, ayote, calabaza, pipián, zapallo...etc. (Cucurbita spp., particularmente Cucurbita pepo) es una flor considerada como alimento en muchas culturas del mundo. Tiene una forma de trompeta y sus pétalos pueden ser de color amarillo, naranja o blanco. La flor de la calabaza es comestible al igual que su fruto (la calabaza), las semillas (pepitas) y los tallos tiernos (guías).
Las flores de calabaza son perecederas y, como tales, rara vez se almacenan en los supermercados. Las flores de calabaza pueden ser masculinas o femeninas y se usan indistintamente; sin embargo, son las femeninas las que posteriormente se convierten en frutos, por lo que se prefiere la cosecha de las flores masculinas (dejando algunas para la polinización).

## Características
La flor de calabaza tiene forma de trompeta, con cáliz monosépalo. Posee pétalos de tonos brillantes que varían entre verde amarillo cuando está inmadura a amarillo anaranjado cuando está en su etapa álgida de maduraciónForma: Las flores tienen forma de trompeta. 
Color: Los pétalos pueden ser de varios colores, como amarillo, naranja o blanco. 
Sabores: La flor de calabaza tiene un sabor suave y delicado. 

### Nutrición
Las flores de calabaza son ricas en minerales como el hierro, calcio y fósforo, por lo que es recomendado para personas con osteoporosis. También son una fuente de potasio, magnesio, vitamina A, complejo B (B1, B2, B3), vitamina C y ácido fólico. Se consideran parte de una dieta saludable por su poco aporte calórico, además de que previene de enfermedades cardiovasculares.
Contiene flavonoides, que son antioxidantes que ayudan a proteger el organismo contra el envejecimiento celular y enfermedades crónicas. En mujeres embarazadas favorece el desarrollo del feto.

## Usos culinarios
Las flores de calabaza se pueden cocinar o comer crudas. Se usan como ingrediente de diversas sopas, cremas, ensaladas... también se pueden rellenar, rebozar y freír. Las flores tienen un sabor sutil, que recuerda a los calabacines jóvenes, y también se pueden comer crudas.
- Rebozadas: es una de las formas más populares de consumirla, frita hasta que quede dorada y crujiente.
- En ensaladas: se pueden añadir crudas a las ensaladas para darles un toque fresco y color.
- En guisos y sopas: se pueden usar como ingrediente en diversos guisos y sopas, aportando sabor y textura.
- Rellenas: las flores de calabaza se pueden rellenar con queso, carne o verduras y cocinar al horno o a la plancha.
- En quesadillas: se pueden agregar a las quesadillas, junto con queso y otros ingredientes, para crear un platillo sabroso.

### Preparación
Las flores se deben lavar y luego retirarles los filamentos (estigmas). Se dejan los cálices bulbosos porque aportan más sabor a los guisos. Está muy extendida la falsa creencia de que se deben retirar el cáliz y los estambres para que no amarguen el plato.
La flor de calabaza es un producto muy perecedero y debe consumirse en las 24 h siguientes a su compra. Se puede alargar su vida de anaquel refrigerándolo; para que dure hasta cuatro días, se guarda en la nevera en una bolsa de plástico envueltas en papel de periódico, puesto que la humedad es lo que acelera el proceso. Por supuesto, no lavarlas antes de ser almacenadas.

## Por región

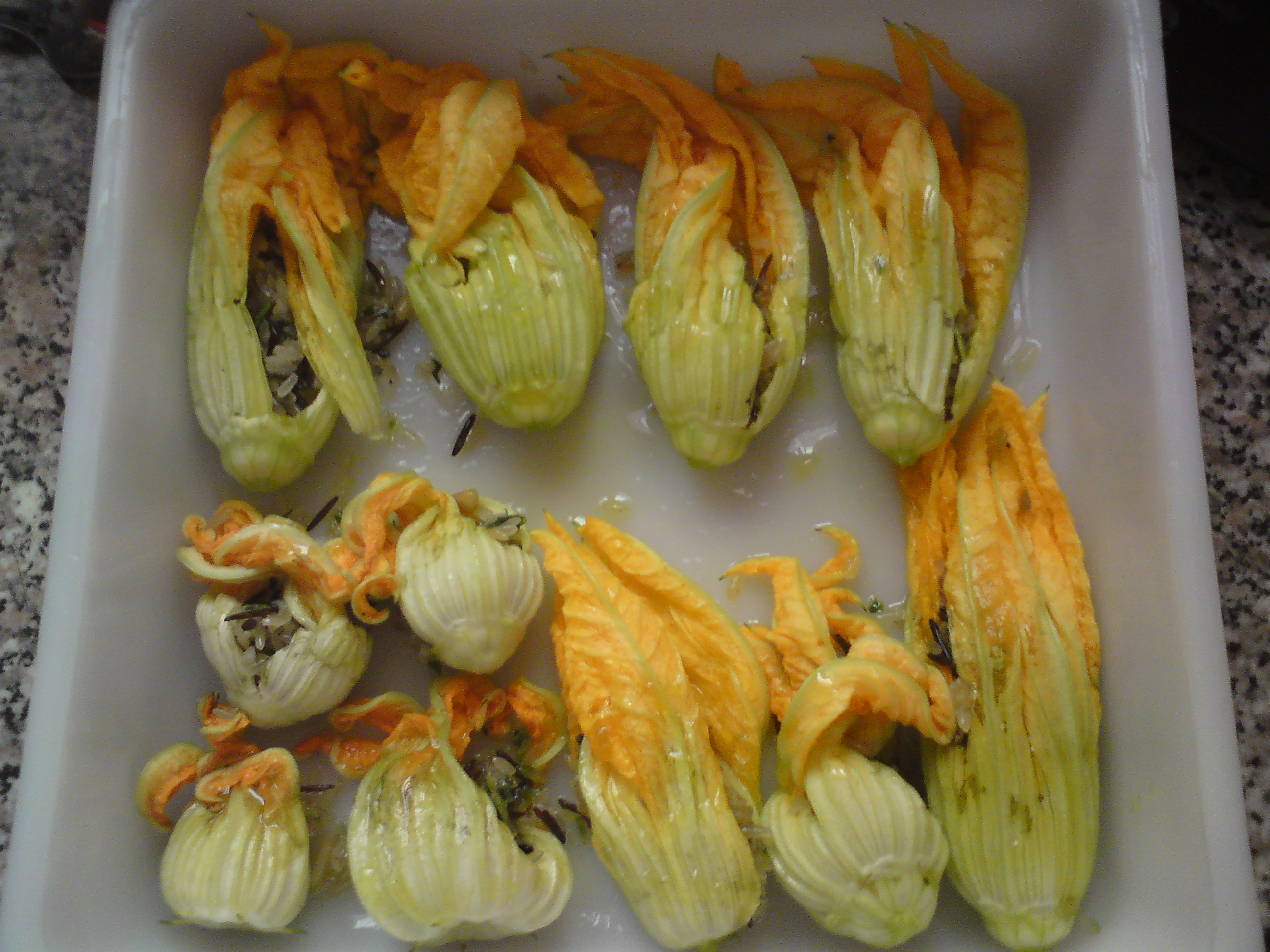
kolokythoanthoi.

### Gastronomías griega y turca
En ciertas regiones del sudeste de Europa y del Medio Oriente, las flores de calabaza se rellenan y se cocinan. El plato se llama kabak çiçeği dolması en turco y kolokythoanthoi en griego.
En Turquía, donde se considera un tipo de dolma (verdura rellena), las flores de calabaza generalmente se rellenan con arroz. Hay dos variantes del plato; la variante que contiene carne picada en su relleno generalmente se sirve caliente, mientras que las 'flores de calabaza rellenas con aceite de oliva' (zeytinyağlı kabak çiçeği dolması) sin carne se sirven frías y se consume frecuentemente como meze acompañado de rakı. El plato es especialmente popular en la región del Egeo de Turquía, Chipre y la isla de Creta.

### Gastronomía mediterránea occidental

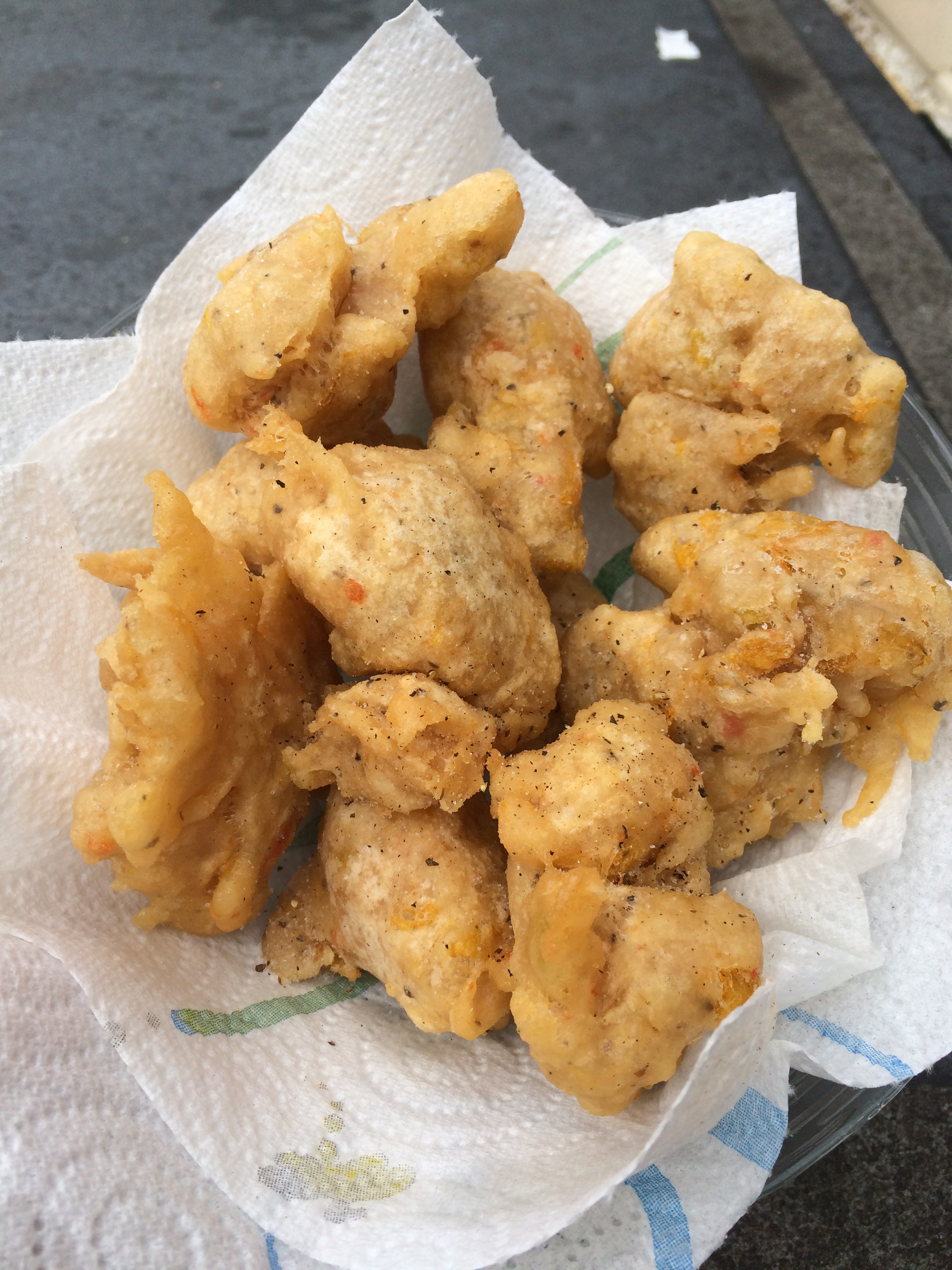
Beignets de fleurs de courgettes

En la gastronomía italiana, las flores de calabacín (fiori di zucca) se usan como relleno para ravioli. En Nápoles y toda la región de Campania son típicas las pizzelle de sciurilli, comúnmente dichas sciurilli, un buñuelo de flor de calabaza que se sirve en los cuoppi, típica comida callejera napolitana que consiste en pescado frito en una bolsa enrollada en forma de cono. 
En la gastronomía de Provenza (sur de Francia) existe una fritura similar llamada beignets de fleurs de courgettes.

### Gastronomía mexicana

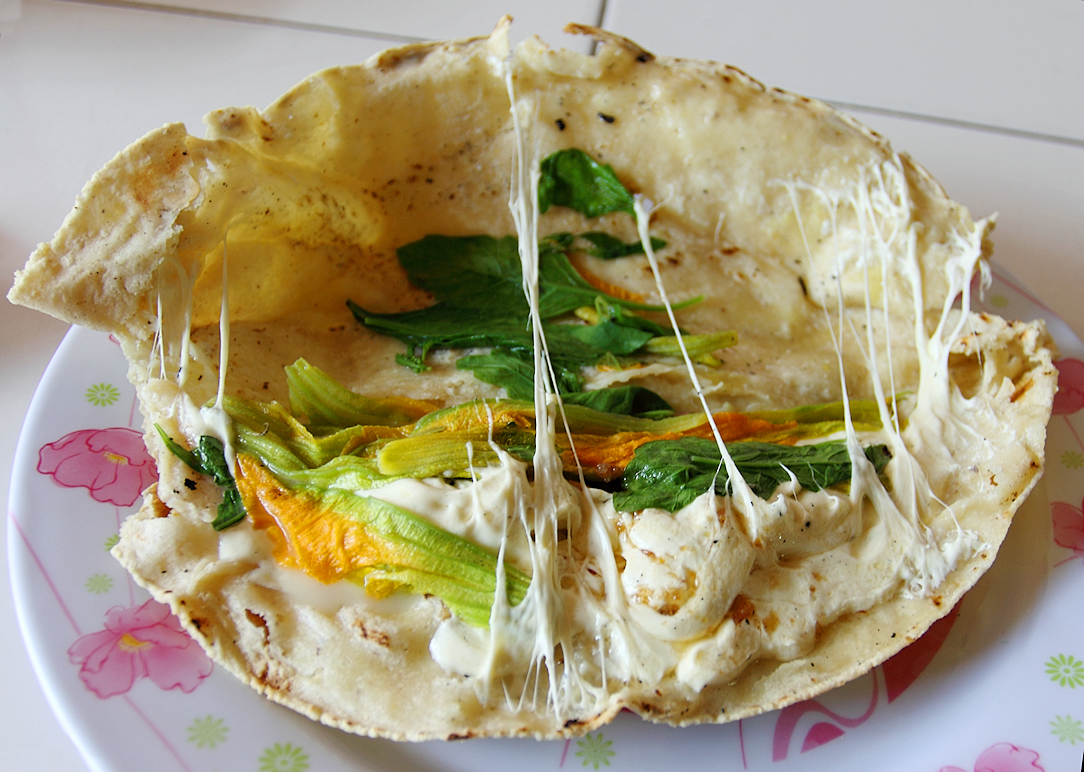
Empanada oaxaqueña de flor de calabaza.

Las flores de calabaza son ampliamente usadas en la gastronomía mexicana, especialmente en el centro del país, ya desde tiempos prehispánicos. De hecho, la calabaza es la primera planta cultivada en Mesoamérica, pues el registro más antiguo de su uso data de hace unos 10 000 años (en Oaxaca). Se utiliza en diversas preparaciones, desde rebozadas hasta en sopas, ensaladas y guisos. También se denominan flor de calabacita o, en el dialecto oaxaqueño, guallas y es conocida como ayoxochitl en náhuatl.
La flor de calabaza es una de las más populares flores que se consumen en México, y se encuentran a la venta en mercados y supermercados en manojos. Son muy populares las quesadillas de flor de calabaza, que son tortillas de maíz rellenas de queso, la flor y cebolla, y se suelen aromatizar con epazote. La flor de calabaza también se trocea y se incluye en tamales y caldos. En algunas áreas de Hidalgo y el DF se sirven indias vestidas, flores rellenas y capeadas. 

### Gastronomía vietnamita
En Vietnam, las flores de calabaza (en vietnamita, bông bí) se usan en varios platos locales. En el sur del país y en la zona de Huế es popular el bông bí nhồi tôm chiên, que consiste en rebozar en aceite las flores rellenas de langostinos tigre. Al freírse de esta manera, las flores quedan crujientes. Se sirve como aperitivo o plato principal. También son populares las flores de calabaza sencillamente salteadas (bông bí xào) y frecuentemente se saltean con ternera (thịt bò xào bông bí).
Las flores son un elemento muy presente en la gastronomía vietnamita. Por ejemplo, la sopa de flores de bauhinias es típica en el norte del país. También las flores de banana, el azahar de pomelo (flor de toronja) o el jazmín de Tonkín.